# Slovenia Open 2025
Die Slovenia Open 2025 im Badminton fanden vom 14. bis zum 18. Mai 2025 im Draš Center in Maribor statt.

## Sieger und Platzierte
| Disziplin    | Gold                        | Silber                                            | Bronze                                      |
| ------------ | --------------------------- | ------------------------------------------------- | ------------------------------------------- |
| Herreneinzel | Eogene Ewe                  | Yoo Tae-bin                                       | Magnus Johannesen                           |
| Herreneinzel | Eogene Ewe                  | Yoo Tae-bin                                       | Ting Yen-chen                               |
| Dameneinzel  | Wong Ling Ching             | Deswanti Hujansih Nurtertiati                     | Wang Yu-si                                  |
| Dameneinzel  | Wong Ling Ching             | Deswanti Hujansih Nurtertiati                     | Thalita Ramadhani Wiryawan                  |
| Herrendoppel | Huang Tsung-i Lin Ting-yu   | Jonathan Farrell Gosal Adrian Pratama             | Chen Sheng-fa Lu Chen                       |
| Herrendoppel | Huang Tsung-i Lin Ting-yu   | Jonathan Farrell Gosal Adrian Pratama             | Muhammad Al Farizi Patra Harapan Rindorindo |
| Damendoppel  | Lin Chih-chun Lin Wan-ching | Malena Norrman Xu Wei                             | Zi Yu Low Dania Sofea                       |
| Damendoppel  | Lin Chih-chun Lin Wan-ching | Malena Norrman Xu Wei                             | Velisha Christina Az Zahra Ditya Ramadhani  |
| Mixed        | Wu Guan-xun Lee Chia-hsin   | Patra Harapan Rindorindo Az Zahra Ditya Ramadhani | Bimo Prasetyo Arlya Nabila Thesa Munggaran  |
| Mixed        | Wu Guan-xun Lee Chia-hsin   | Patra Harapan Rindorindo Az Zahra Ditya Ramadhani | Lu Chen Lin Yen-yu                          |